# Улица Кичик Гала
Улица Кичик Гала (азерб. Kiçik Qala küçəsi — Малая Крепостная) — улица в Баку, в Старом городе (Ичери-шехер), от улицы Асафа Зейналлы у Сальянских ворот до улицы Бёюк Гала (Большая Крепостная) у Шемахинских ворот.

## История
Одна из старейших улиц Баку. На старых русских планах называлась Большая крепостная. Проходит с внутренней стороны вдоль западной и северной части оборонительных стен города. Эти стены многократно перестраивались, но считается, что остаются примерно на прежних местах.
Из-за большого количества располагавшихся здесь бань район улицы назывался банным (Хамамчылар). Здесь также находился крытый водный бассейн (овдан).
Древняя жилая застройка улицы не сохранилась. После взятия в 1806 году Баку русскими войсками вдоль улицы были построены дошедшие до наших дней казармы для русских солдат, впоследствии приспособленные под жилые дома.
Улица пострадала от землетрясения 2000 года, часть зданий на улице рухнули, в частности д. 4/6

## Застройка
Баня Касум-бека (XVIII—XIX вв.)
Посольство Польши (2010)
д. 2 — резиденция посла Польши
д. 16 — Баня Ага Микаила (XVIII в., отреставрирована, с января 2012 года возобновила функционирование по прямому назначению)
мечеть «Чин» (имама Османа аш-Ширвани, XIV в.)
караван-сарай Низаметдина
д. 44 — посольство Италии
д. 46/11 — Государственный историко-архитектурный музей-заповедник «Дворец ширваншахов»
д. 67 — Бакинский музей миниатюрной книги

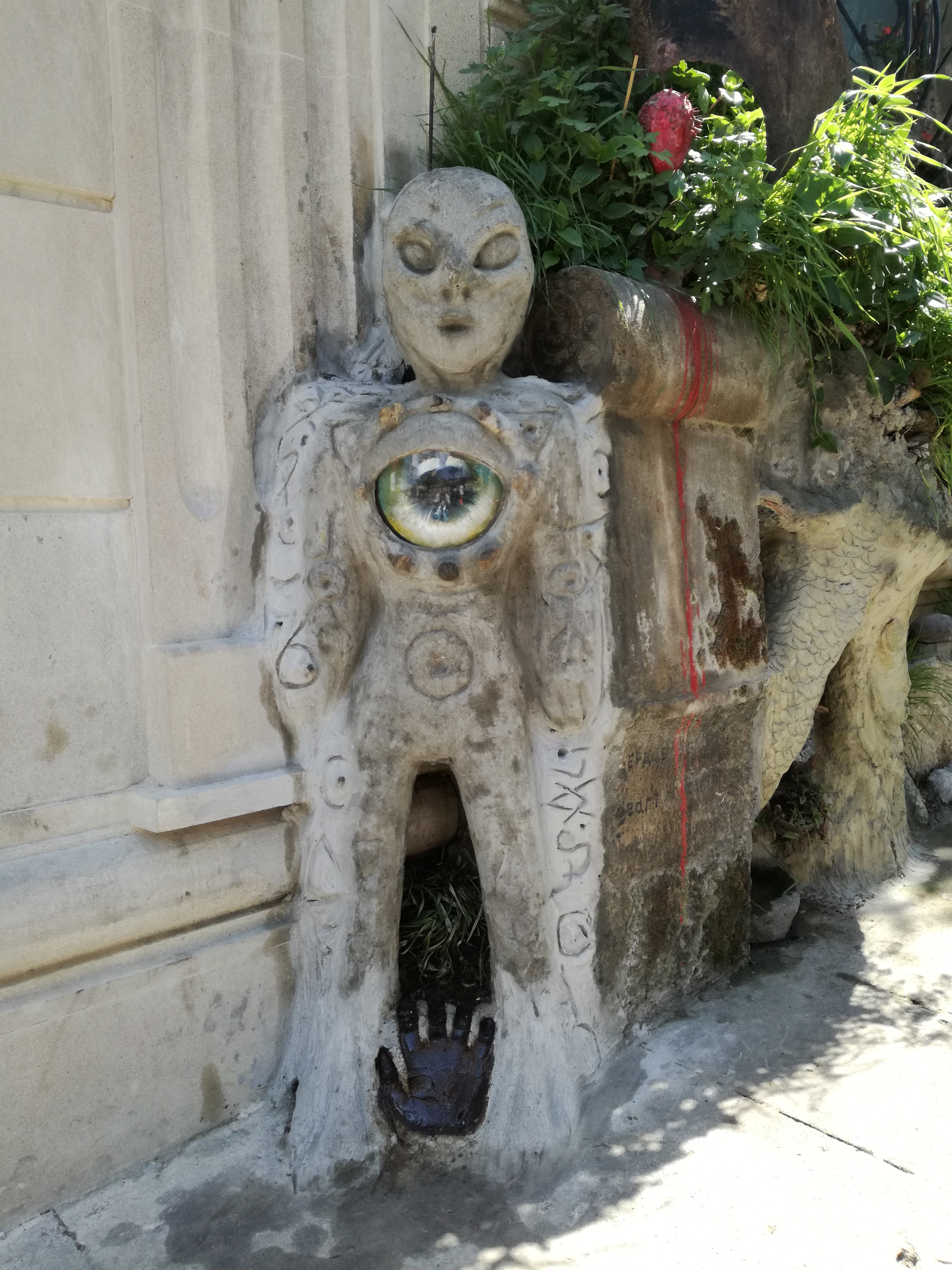
У мастерской Али Шамси в Ичери-шехер

д. 84 — дом-мастерская художника Али Шамси
д. 86/88 — посольство Греции
д. 88 — ресторан Zərif

## Достопримечательности
Тагиевские ворота
д. 13 — Донжон (Дордкюндж Гала или Джеббехана)

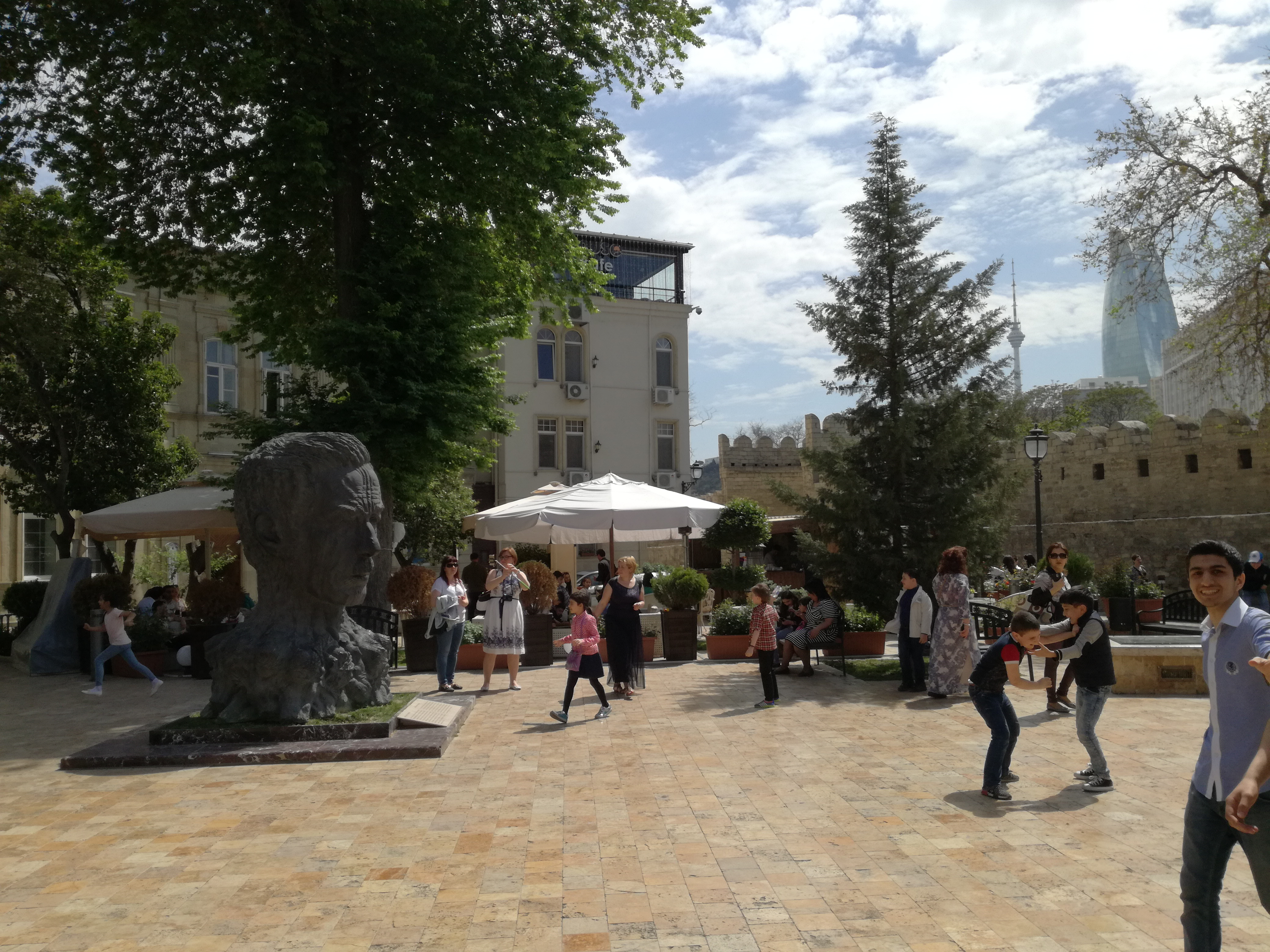
Сад Алиага Вахида

Памятник поэту Алиага Вахиду (1990, скульптор Рагиб Гасанов, перенесён в Старый город, в Сад Алиага Вахида, в 2009 году).

## Известные жители
д. 18 — писатель Мир Джалал Пашаев
д. 44 (не сохранился) — артист Гаджи Исмайлов

## Высокопоставленные гости
Президент Российской Федерации Д. А. Медведев (3 сентября 2010)
Мэр Казани Ильсур Метшин (7 мая 2011)
Президент Словении Данило Тюрк
Президент Черногории (занимал пост с 22 мая 2003 по 20 мая 2018) Филип Вуянович

## Улица в кинематографе

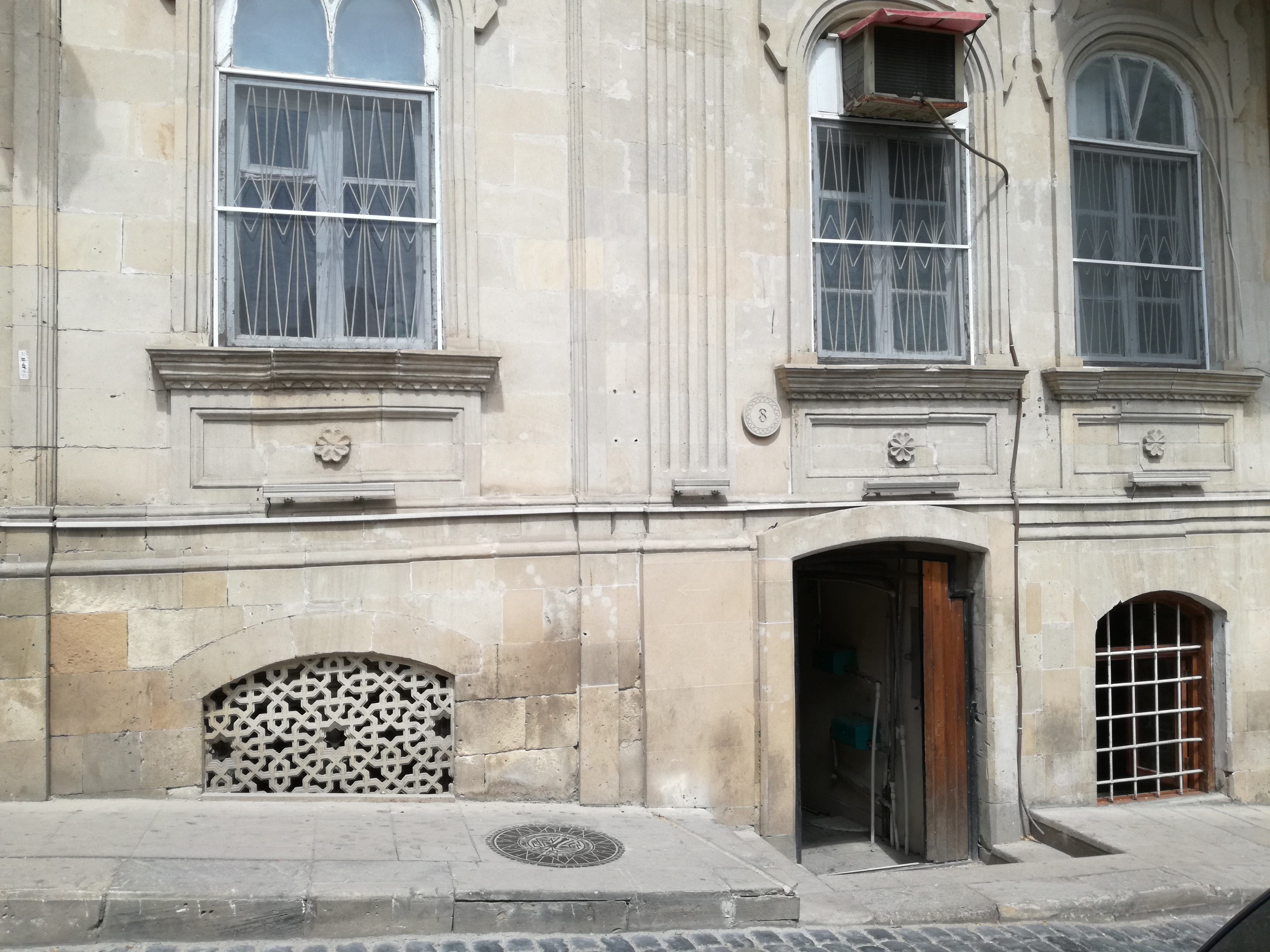
Д. 8, вход в аптеку контрабандистов («Бриллиантовая рука»). Фото 2017 года

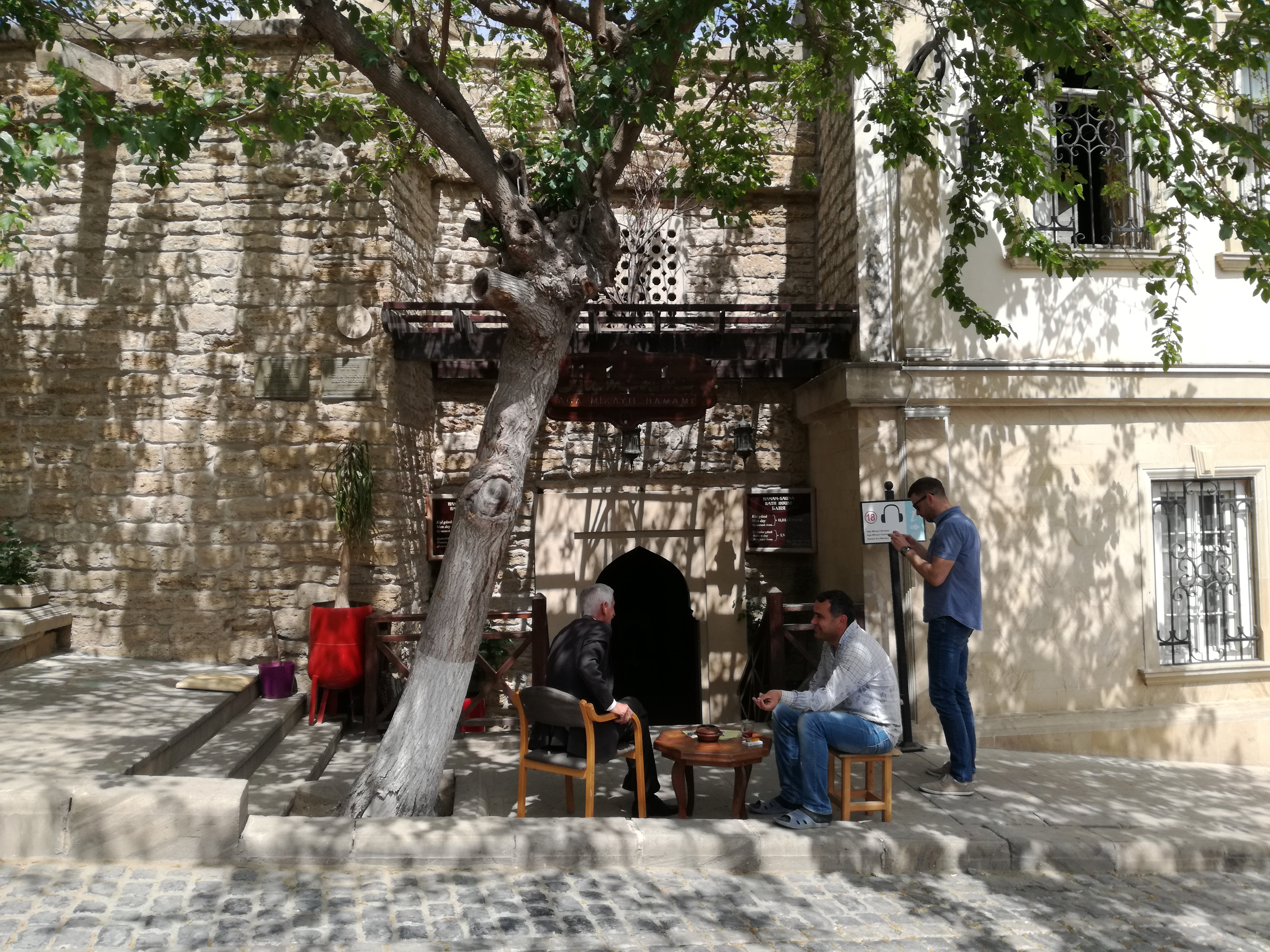
Д. 16, баня Ага Микаила. Фото 2017 года

- На улице Кичик Гала снят ряд сцен фильма Леонида Гайдая «Бриллиантовая рука» (1968): передача курьеру зонта-трости с контрабандой; падения Семёна Семёновича Горбункова и Геши Козодоева, поскользнувшихся на арбузных корках; встречи тех же персонажей с контрабандистами у д. 8 — аптеки «Chikanuk»[14]. Здесь планировалось установить памятник героям фильма[15]. В 2017 году на улице открылось кафе «Бриллиантовая рука. Черт побери»[16].
- В сценах погони в картине Геннадия Казанского и Владимира Чеботарёва «Человек-амфибия» (1961) по этой улице бежит Ихтиандр, преследуемый толпой[17].
- Баня в д. 16 выступает как баня «Мешади Ибада» в музыкальной кинокомедии режиссёра Гусейна Сеидзаде «Не та, так эта» (1956)[18].